# Parc Nacional Pali Aike
El Parc Nacional Pali-Aike és una àrea protegida en la comuna de San Gregorio, província de Magallanes, regió de Magallanes i de l'Antàrtica Xilena, que cobreix la part xilena del camp volcànic Pali Aike. És freqüentat sobretot per vulcanòlegs, geofísics, arqueòlegs i pels senderistes. Una de les seues majors atraccions és que gran part dels seus terrenys són coberts de lava basàltica, la qual cosa determina les seues característiques geològiques i la vida que s'hi desenvolupa.

## Toponímia
Prové d'un nom tehueltxe que significa 'Lloc desolat dels mals esperits'.

## Història
Pali-Aike és una àrea del plistocé o holocé en els límits xilenoargentins, a uns 150 km al nord-oest de Punta Arenas. Aquests camps volcànics comprenen maars plens de llacs, cons amb escòria basàltica i colades de lava. És el camp més septentrional en la Patagònia.
Junius Bouton Bird, als anys 30, hi trobà un tipus de projectil, que posteriorment fou considerat de 8.000 anys d'antiguitat, a les coves de Fell i Pali Aike, ambdues dins del parc.

## Flora
La vegetació se situa, sobretot, en el territori de l'estepa freda o patagona, en la secció més àrida, a causa dels extensos vessaments de lava sobre els sòls i a les precipitacions no superiors als 300 mm anuals. Entre els arbusts poden trobar-se el calafate, mata negra i, en menor quantitat, Ugni molinae.

## Fauna
El guanac és el mamífer amb major presència dins del parc i, tot i que no es troba en estat de vulnerabilitat, hi ha reglaments que en protegeixen la supervivència. Aquest animal també conviu amb altres, com armadillos, guineus grises, ratolins i ratpenats. I amb aus, entre les quals destaquen fredelugues de Xile, rhees, i a vegades amb petits rèptils com Liolaemus magellanicus, entre d'altres.

## Atractius
- Cova de Pali Aike: declarada Monument Nacional, on s'ha trobat evidència d'un dels poblaments més antics de Magallanes.
- Camp de Cons i laves basàltiques: paisatge que predomina al parc i que s'assembla al paisatge lunar.
- Laguna Ana: lloc on es concentra la fauna del parc.
- Cràter Casa del Diable: cràter d'un volcà molt antic.

## Vies d'accés
- Terrestre: des de Punta Arenas per ruta 255, pavimentada, que va al Paso Monte Aymond, al km 168 cal desviar-se a Punta Delgada (Vila O'Higgins). Des d'ací són 26 km fins al parc.

Des del Complex Fronterer Monte Aymond, km 196 de la ruta 225, s'hi pot arribar només en vehicles 4 x 4 entrant 15 km al nord-oest.

## Galeria d'imatges

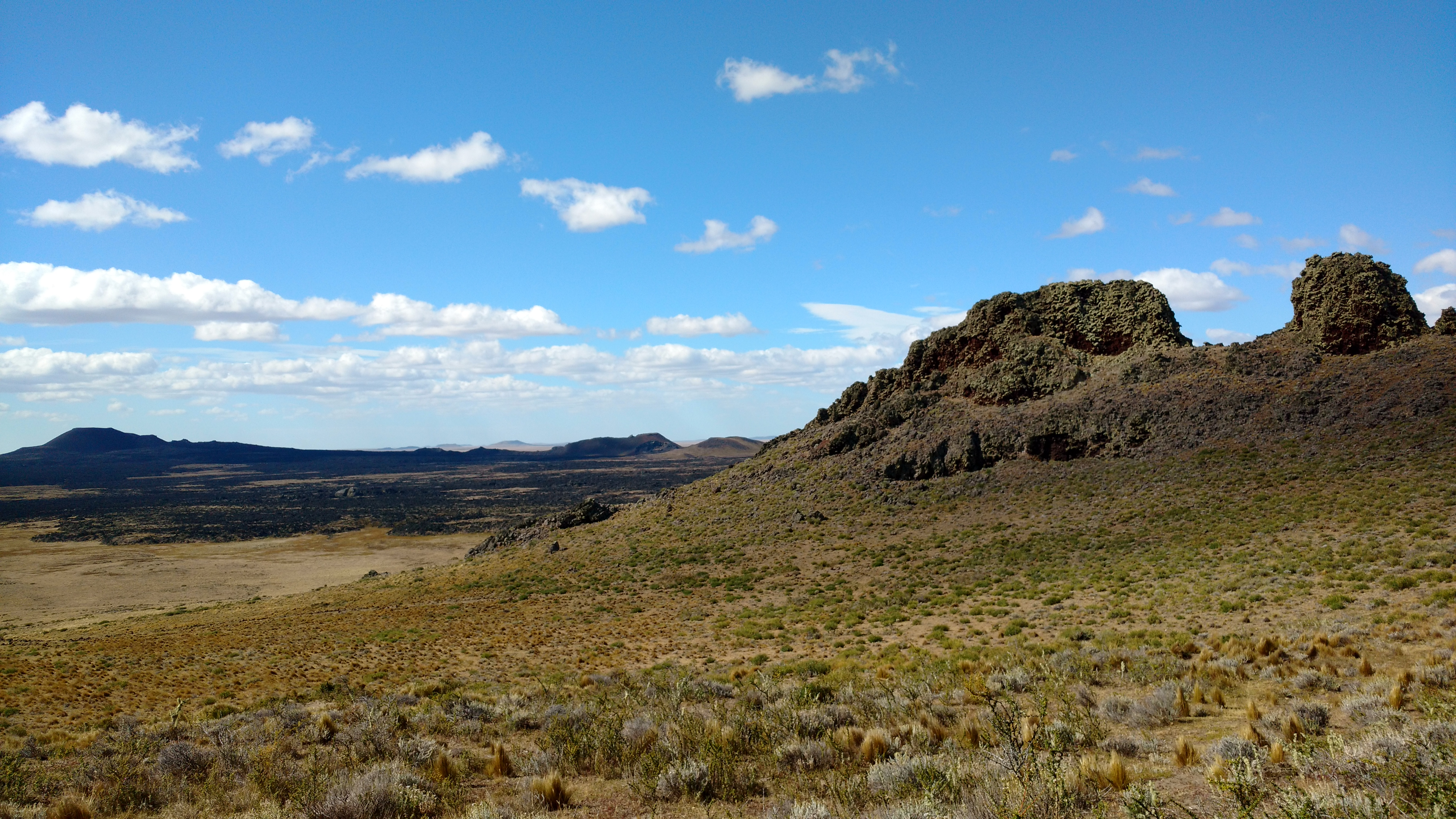
Vista
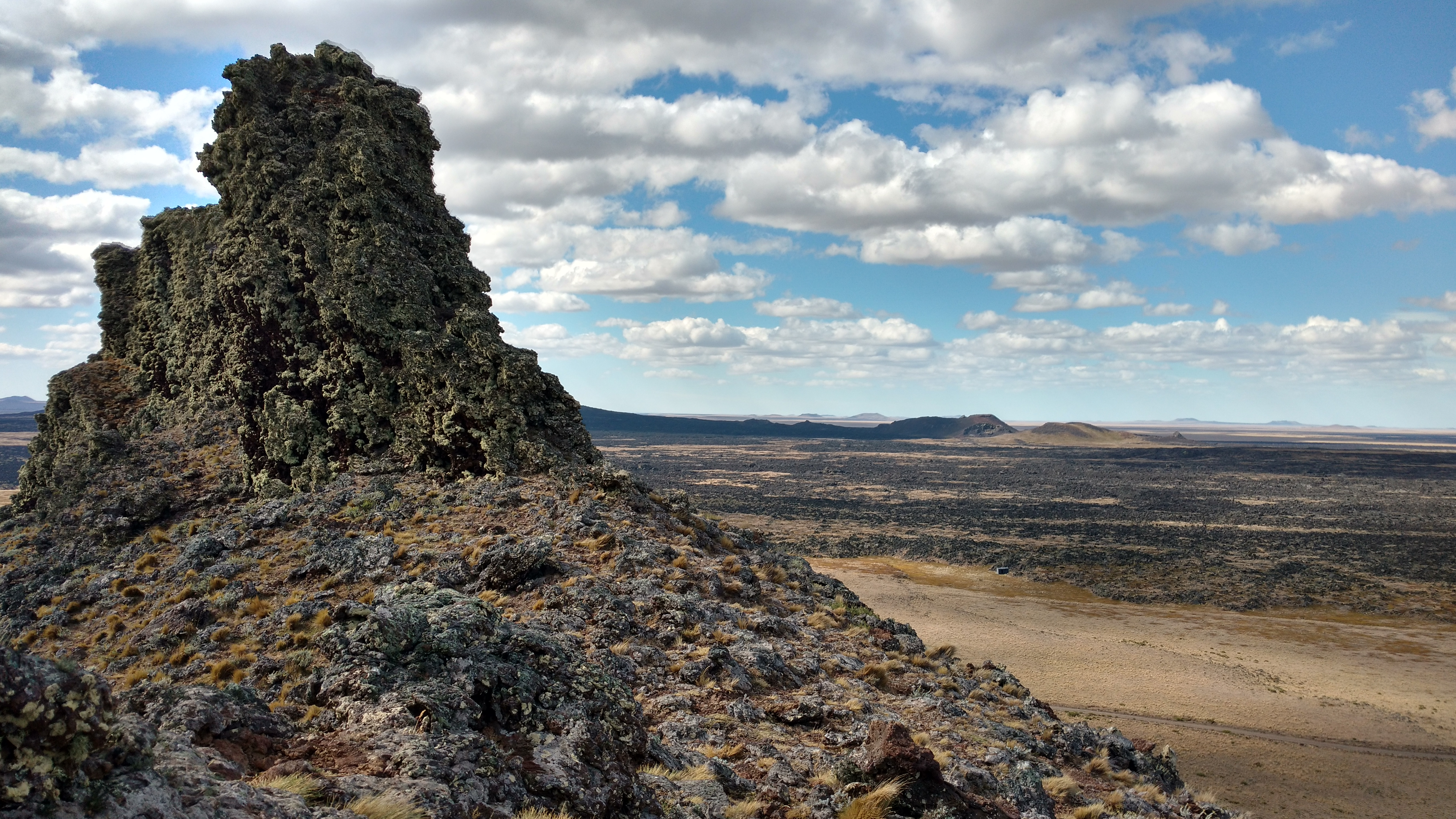
Vista
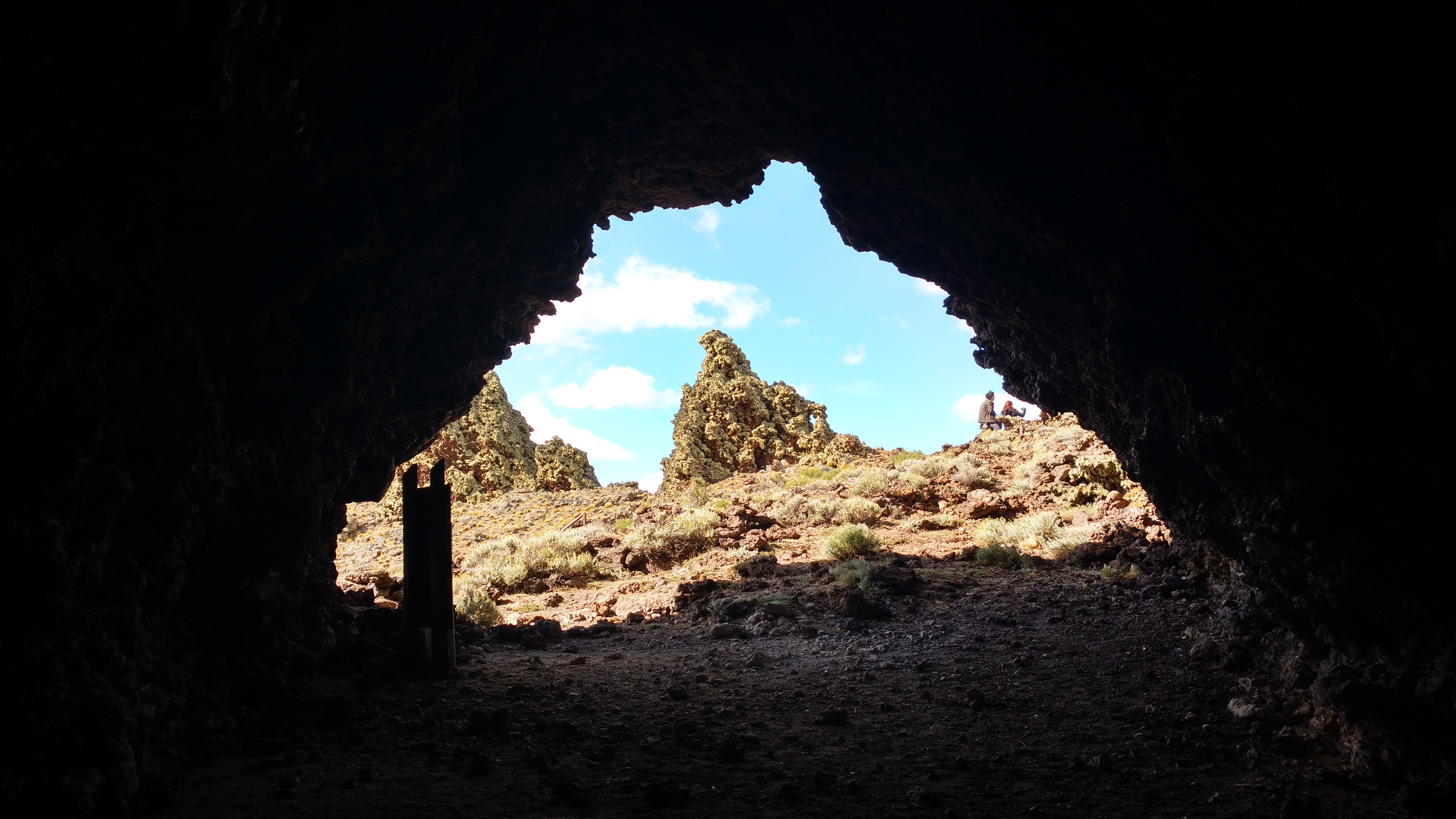
Cova Pali Aike
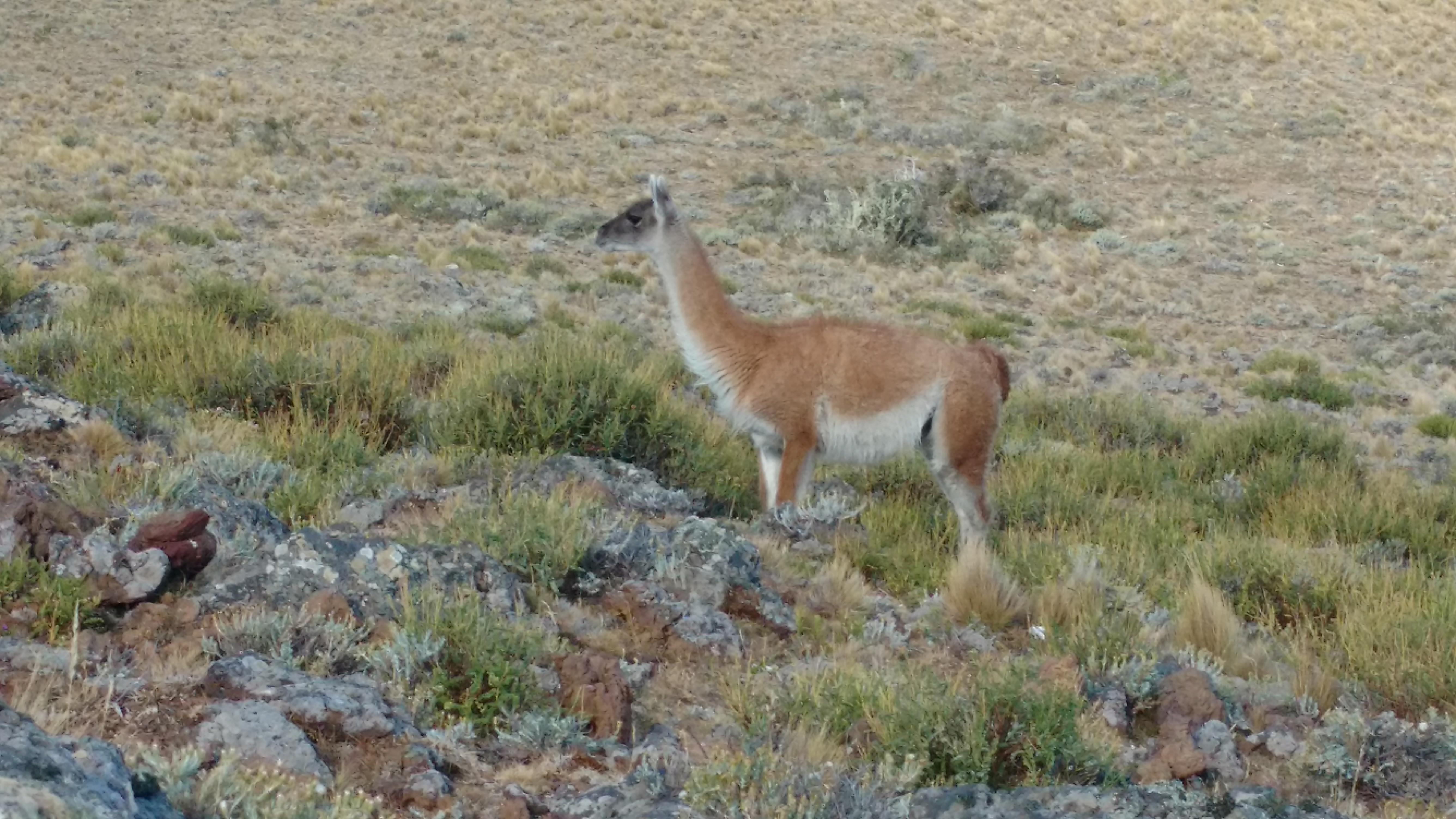
Guanac dins del parc